# Metropol
Metropol – ogólnopolska bezpłatna gazeta codzienna rozdawana na ulicach największych polskich miast. Wydawana była w latach 2000–2007 przez szwedzką spółkę Metro International jako regionalne wydanie bezpłatnego dziennika Metro wydawanego przez ten koncern w wielu krajach świata. 8 listopada 2006 został wpisany do Księgi rekordów Guinnessa jako największa ogólnoświatowa gazeta. Dziennik miał wówczas łącznie 70 edycji w 100 aglomeracjach miejskich w 21 krajach, w 19 językach w Europie, Ameryce Północnej i Południowej oraz w Azji. 
Dziennik był wydawany w Polsce od listopada 2000 do stycznia 2007. Dystrybuowany był codziennie we wszystkich 10 największych (ponad 300 tys. mieszkańców) miastach w kraju, czyli w Warszawie, Łodzi, Lublinie, Krakowie, Katowicach, Wrocławiu, Poznaniu, Szczecinie, Bydgoszczy oraz Trójmieście. Gazeta rozdawana była wprost do ręki przez dystrybutorów: rano w drodze do pracy lub na uczelnię, do kierowców samochodów, w biurowcach, w szkołach wyższych i średnich oraz w środkach komunikacji miejskiej. Wśród dzienników bezpłatnych Metropol zajmował 2. miejsce za dziennikiem Metro, należącym do Agory. Na początku stycznia 2007 wydawca gazety postanowił wycofać się z polskiego rynku, tłumacząc się niską rentownością przedsięwzięcia.
Ostatni numer gazety ukazał się 5 stycznia 2007 roku.

## Zarząd
informacje podane za stopką
- skład początkowy:
  - Aleksander Korab – redaktor naczelny
  - Adam Węgłowski – redaktor prowadzący
  - Magdalena Tymicka – redaktor prowadzący
  - René Frey – dyrektor zarządzający[5]
  - Małgorzata Golińska – dyrektor sprzedaży
  - Maciej Matwiejczuk – dyrektor finansowy
  - Wojciech Orzełowski – dyrektor dystrybucji
  - Dominik Tzimas - Dyrektor Zarządzający

- skład późniejszy:
  - Aleksander Korab – redaktor naczelny
  - Marek Krześniak – redaktor prowadzący
  - Magdalena Tymicka – redaktor prowadzący
  - Małgorzata Golińska – dyrektor zarządzająca
  - Izabela Sarnecka – dyrektor sprzedaży
  - Maciej Matwiejczuk – dyrektor finansowy
  - Wojciech Orzełowski – dyrektor dystrybucji